# Кагая, Ютака
Ютака Кагая (яп. カガヤ; род. в 1968 году, Сайтама, Япония) — японский художник, один из родоначальников и мастер цифровой живописи, известный своими изысканно-романтическими, яркими фэнтэзи-картинами.
С 1996 года пишет картины исключительно при помощи компьютерной техники, на Макинтошах. Картины часто включают светящиеся либо ярко освещённые элементы. Основная тематика — астрономия, фантастические миры. Работы включают следующие основные серии: Звёздные Путешествия (Celestial Exploring), Галактический Путь (Galactic Railroad), Звёздные Сказки (Starry Tales), и Зодиак (The Zodiac).
Много работал в области астрономии, занимался иллюстрацией астрономических книг, журналов, оформлением планетариев. Несмотря на то, что его картины фантастичны, на многих из них очень чётко и по-научному правильно изображены звёзды, планеты, созвездия, астрономические явления.
23 февраля 2007 года выпустил DVD-диск Fantasy Railroad in the Stars (яп. 銀河鉄道の夜) по мотивам произведений Кэндзи Миядзава о мальчике, путешествующем по Млечному Пути. Диск озвучен известной японской сэйю Хоко Кувасима.
Первое место (золотая медаль) на конкурсе «Digital Art Contest in the USA» (2000). Проводил выставки своих работ в Канаде, Южной Корее (2008).
В его честь назван астероид 11949 Kagayayutaka.